# Museo nazionale della Bosnia ed Erzegovina
Il Museo nazionale della Bosnia-Erzegovina (Zemaljski Muzej Bosne i Hercegovine) è stato inaugurato a Sarajevo nel 1888, ma era stato concepito già del 1850 circa. Nel 1913 il museo fu ampliato dall'architetto austriaco Karel Paržik, che disegnò una struttura a quattro padiglioni simmetrici con una facciata in stile neorinascimentale ed un giardino botanico.
I quattro padiglioni ospitano i dipartimento di archeologia, etnologia, storia naturale e una biblioteca con oltre 300 000 volumi.
Nel museo è inoltre conservata la Haggadah di Sarajevo, il più antico documento sefardita del mondo, scritto probabilmente a Barcellona intorno al 1350, contenente la tradizionale Haggadah ebraica.
Dopo 124 anni di attività, il 4 ottobre 2012 il Museo nazionale della Bosnia Erzegovina ha chiuso le porte al pubblico per mancanza di fondi, è stato poi riaperto a settembre 2015